# Observatorio de Hamburgo
El Observatorio de Hamburgo-Bergedorf (en alemán: Hamburger Sternwarte) es un observatorio astronómico ubicado en el distrito de Bergedorf de la ciudad de Hamburgo, al norte de Alemania. Es propiedad y está operado por la  Universidad de Hamburgo desde 1968, aunque fue fundado en 1825 por la ciudad de Hamburgo y trasladado a su ubicación actual en 1912. Posee telescopios operativos en Bergedorf y en otras dos ubicaciones en Hamburgo, además de compartir instrumental con otros observatorios de todo el mundo. También participa en misiones espaciales.

## Historia

### Stintfang (1802-1811)
El precursor del Observatorio de Hamburgo fue el observatorio privado de Johann Georg Repsold construido en 1802, situado originalmente en el Stintfang de Hamburgo. Comenzó a operar en 1803 con un círculo meridiano construido por Repsold en 1808.
Sin embargo, fue destruido en 1811 durante las guerras napoleónicas. Repsold, Reinke y J.C. von Hess presentaron una propuesta a la ciudad de Hamburgo para reconstruir el observatorio de la ciudad ese mismo año.

### Millerntor (1825-1906)
La financiación para un nuevo observatorio fue aprobada en agosto de 1821, bajo la condición de que J. G. Repsold construyera los instrumentos. El nuevo observatorio fue terminado en 1825 al lado de Millerntor. Sin embargo, Repsold murió en 1830 sofocando un incendio (pertenecía a los bomberos de Hamburgo) y la ciudad votó para asumir el control y continuar utilizando el observatorio en 1833. Karl Rümker (quien participó junto con Thomas Brisbane en la construcción del primer observatorio australiano en Parramatta) se convirtió en el primer director de esta nueva etapa. Christian August Friedrich Peters se convirtió en director asistente en 1834, y en 1856 George Rümker (hijo de Karl Rümker) se convirtió en director del observatorio.
En 1876 se recibieron fondos para instalar "El Ecuatorial", un refractor de 27 cm (10,6") posteriormente trasladado a Bergedorf.
Después de la mudanza a Bergedorf, el sitio fue demolido parcialmente y reconstruido para alojar el museo de la Historia de Hamburgo (Hamburgmuseum / Museum für Hamburgische Geschichte).

### Bergedorf (desde 1912)

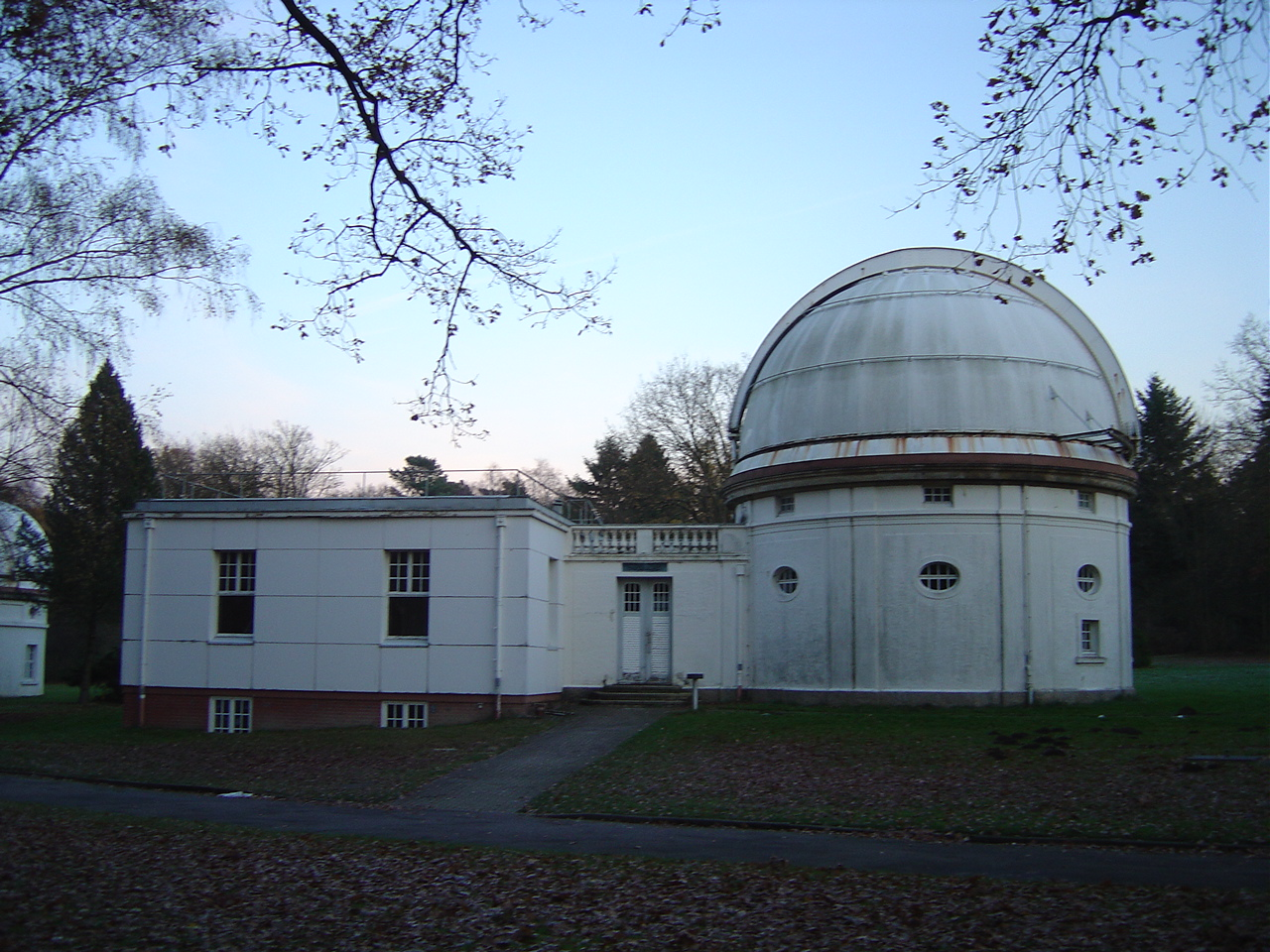
El Spiegelteleskop, el reflector de 1 m de diámetro del Observatorio de Bergedorf

Debido a la creciente contaminación lumínica, en 1906 se decidió trasladar el observatorio a Bergedorf. En 1909 los primeros instrumentos fueron reubicados allí, y en 1912 el nuevo observatorio fue oficialmente inaugurado.
El acuerdo para fundar el Observatorio Europeo Austral (ESO) fue firmado en Bergedorf en 1962.
El Reflector Hamburgo de 1m (39"/100 cm de apertura de objetivo) era el cuarto reflector más grande del mundo cuando comenzó a operar en 1911.
Entre las publicaciones más destacadas del observatorio figura el catálogo AGK3-Sternkatalog, realizado entre 1956 y 1964.
En 1968 el observatorio se convirtió en parte de la Universidad de Hamburgo. En 1979 se inauguró un pequeño museo dedicado a Bernard Schmidt. En 2012 se celebraron los 100 años del observatorio en Bergedorf.

## Telescopios
Telescopios:

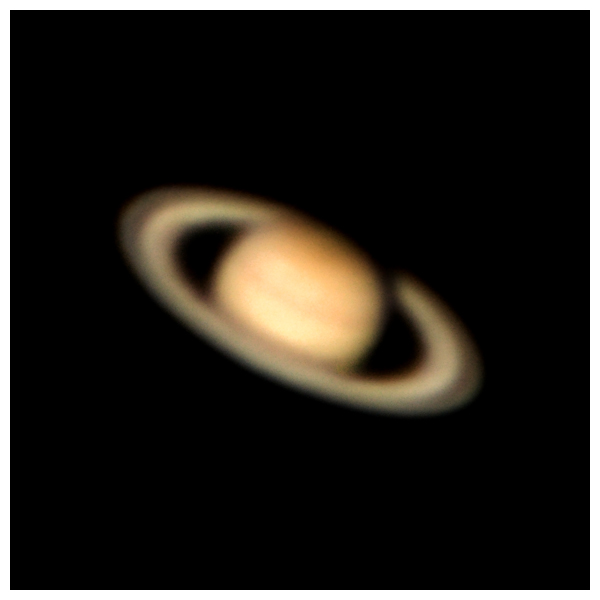
Vista de Saturno con el Telescopio Lippert (2005)

- Gran Refractor, un telescopio con un diámetro de objetivo de (60 cm) y distancia focal (9 m). Fabricado por Repsold y con óptica de Steinheil.
- Ecuatorial, un refractor con una abertura de 26 cm. Construido en la década de 1870, se trasladó a Bergedorf.
- Espejo Salvador, un reflector Cassegrain con 8 m de distancia focal y 40 cm espejo.
- Círculo meridiano, construido en 1907 por A. Repsold & Söhne.
- Telescopio Lippert, astrógrafo con tres refractores sobre un soporte. Construido por Carl Zeiss, y financiado por Eduard Lippert.
- Telescopio Reflector de 1 metro, operativo desde 1911, construido por Carl Zeiss. El telescopio más grande de Alemania desde 1911 hasta 1920.
- Astrógrafo, con un objetivo de 8,5 cm, distancia focal de 2,06 m. Construido en 1924.[4]
- Schmidtspiegel, el primer telescopio de tipo Schmidt construido por Bernhard Schmidt. Forma parte del museo dedicado a Bernard Schmidt.
- Refractor fotográfico (Zonenastrograph), un instrumento financiado por el Deutsche Forschungsgemeinschaft (DFG) en 1973. Tiene 23 cm de diámetro de apertura y 205.3 cm de longitud focal. Fue construido por la Carl Zeiss de Oberkochen.
- Telescopios Oskar-Lühning y Ritchey-Chrétien, con diámetro de apertura de 1.20 m y una longitud focal de 15.60 m en el foco de Cassegrain. Construido en 1975 y renovado como telescopio robótico en 2001.
- Cámara de Schmidt, construida en 1954 y trasladada al Observatorio de Calar Alto en 1976, sustituida por el telescopio Oskar-Lühning.
- Hamburg Robotic Telescope (HRT), construido por Halfmann Teleskoptechnik. Fue probado en 2002, siendo plenamente operativo desde 2005.

## Miembros del Observatorio de Hamburgo
Directores de Observatorio:
- Johann Georg Repsold (desde 1802 a 1830)
- Christian Karl Ludwig Rümker (director desde 1833 a 1857)[11]
- George Rümker (director desde 1857 a 1900)
- Richard Schorr (1900–1941)
- Otto Heckmann (1941–1968)[12] en 1962 se convirtió en el primer director del recién formado Observatorio Europeo Austral
- Alfred Behr (1968–1979)
- Codirector con Behr: Alfred Weigert (1969-1992)[13]

Bernhard Schmidt, inventor de la cámara de Schmidt, trabajó en el observatorio, incluyendo la fabricación de telescopios, instrumentos y observaciones a partir de 1916. Walter Baade solicitó con éxito fondos al Senado de Hamburgo para que la cámara de Schmidt se instalara en 1937, siendo terminada en 1954 después de que el trabajo se reiniciara en 1951 después de ser interrumpido por la Segunda Guerra Mundial. Walter Baade también tuvo éxito con la cámara de Schmidt construida en el Observatorio Palomar (California).
En 1928, Kasimir Graf realizó numerosas observaciones desde el Observatorio de Hamburgo, hasta que se trasladó al Observatorio de Viena.